# Тварини Червоної книги України зі статусом «Неоцінений»
Список тварин, занесених до Червоної Книги України зі статусом «Неоцінений».

## Алфавітний список

### В
| Українська назва виду | Латинська назва виду | Рік  |
| --------------------- | -------------------- | ---- |
| Видра річкова         | Lutra lutra          | 1758 |
| Волохатий краб        | Pilumnus hirtellus   | 1761 |

### Г
| Українська назва виду | Латинська назва виду | Рік  |
| --------------------- | -------------------- | ---- |
| Горностай             | Mustela erminea      | 1758 |

### Д
| Українська назва виду | Латинська назва виду | Рік  |
| --------------------- | -------------------- | ---- |
| Дельфін звичайний     | Delphinus delphis    | 1758 |

### Ж
| Українська назва виду | Латинська назва виду  | Рік  |
| --------------------- | --------------------- | ---- |
| Жайворонок сірий      | Calandrella rufescens | 1820 |

### З
| Українська назва виду   | Латинська назва виду | Рік  |
| ----------------------- | -------------------- | ---- |
| Золотомушка червоночуба | Regulus ignicapillus | 1820 |
| Зубарик звичайний       | Diplodus puntazzo    | 1777 |

### Й
| Українська назва виду | Латинська назва виду                  | Рік  |
| --------------------- | ------------------------------------- | ---- |
| Йорж Балона           | Gymnocephalus baloni Holcik et Hensel | 1974 |

### Л
| Українська назва виду | Латинська назва виду   | Рік  |
| --------------------- | ---------------------- | ---- |
| Лаврак європейський   | Dicentrarchus labrax   | 1758 |
| Лежень                | Burhinus oedicnemus    | 1758 |
| Льодовичник Вествуда  | Boreus westwoodi Hagen | 1866 |
| Лярра анафемська      | Larra anathema         | 1790 |

### Н
| Українська назва виду | Латинська назва виду  | Рік  |
| --------------------- | --------------------- | ---- |
| Нетопир Натузіуса     | Pipistrellus nathusii | 1839 |
| Нетопир-карлик        | Pipistrellus pygmaeus | 1825 |

### С
| Українська назва виду    | Латинська назва виду          | Рік  |
| ------------------------ | ----------------------------- | ---- |
| Синявець римнус          | Neolycaena rhymnus            | 1832 |
| Сколія-гігант            | Megascolia maculata           | 1773 |
| Слимак великий строкатий | Helix lucorum                 | 1758 |
| Сліпак піщаний           | Spalax arenarius Reshetnik    | 1939 |
| Сонцевик фау-біле        | Nymphalis vaualbum            | 1775 |
| Сфекс рудуватий          | Sphex funerarius Gussakovskij | 1934 |

### Т
| Українська назва виду | Латинська назва виду     | Рік  |
| --------------------- | ------------------------ | ---- |
| Трач схожий           | Tenthredo propinqua Klug | 1817 |
| Тхір лісовий          | Mustela putorius         | 1758 |

### Х
| Українська назва виду | Латинська назва виду            | Рік  |
| --------------------- | ------------------------------- | ---- |
| Ховрах одеський       | Spermophilus odessanus Nordmann | 1840 |
| Хом'як звичайний      | Cricetus cricetus               | 1758 |
| Хроміс звичайний      | Chromis chromis                 | 1758 |